# 슈룹
《슈룹》은 2022년 10월 15일부터 2022년 12월 4일까지 방송된 16부작 tvN 토일드라마이다. 조선시대 왕실을 배경으로 중전이 사고뭉치 왕자들을 왕세자로 만들기 위하여 골치를 썩이며 분투하는 내용의 드라마이다. 김혜수가 중전 역으로, 김해숙이 대비 역으로, 최원영이 왕(이호) 역으로 출연하였다. 드라마 제목인 '슈룹'은 우산을 가리키는 말로, 드라마는 엄마의 사랑을 슈룹에 빗대어 표현하였다.

## 제작진
- 기획: 스튜디오드래곤[1][2]
- 제작사: 하우픽쳐스
- 연출: 김형식
- 극본: 박바라

## 등장 인물
- (†) 표시는 드라마 상에서 최종적으로 사망한 인물이다.

### 주요인물
- 김혜수: 임화령 역 (아역: 채린) - 중전 · 내명부 수장 / 디펜딩 챔피언
- 김해숙: 대비(†) 역 - 중전의 시어머니 / ‘극강’하신 상대: 왕의 엄마
- 최원영: 이호 역 - 국왕 / ‘어려운’ 상대: 왕 + 남편

### 적통 왕자
- 문상민: 성남대군 (이강) 역 - 화령의 2남 ‧ 건방진 애물단지 • 국본
- 배인혁: 세자 역 (†) - 장남 · 국본
- 윤상현: 무안대군 역 - 3남 ‧ 날파람둥이 왕자
- 유선호: 계성대군 (이환) 역 - 4남 · 비밀의 왕자
- 박하준: 일영대군 (이율) 역 - 막내 · 호기심 괴짜 왕자

### 후궁 라인
- 옥자연: 황초연 역 - 명문가 출신 ‧ 간택후궁 수장
- 김가은: 태소용 역 - 중궁전 시녀 출신 · 승은후궁 수장
- 우정원: 고귀인 역 - 간택후궁

### 서통 왕자
- 강찬희: 의성군 역 - 황귀인의 장남 · 황원형의 외손주
- 김민기: 보검군 역 - 태소용의 장남
- 문성현: 심소군 역 - 고귀인의 장남

### 궁 사람들
- 김의성: 황원형 (†) 역 - 영의정 / 잔인하고 ‘집요’한 상대
- 장현성: 윤수광 역 - 병조판서 / 대비의 최측근.

### 그 외 인물
- 서이숙: 윤 왕후 역 - 폐비 윤씨

태인세자의 모친, 현재는 서인으로 강등돼 목숨만 부지하고 있다. 익현의 어머니.
- 이정은: 남상궁 역 - 대비전의 지밀상궁
- 박준면: 신상궁 역 - 중궁전의 지밀상궁
- 김영재: 민승윤 역 - 왕자들의 교육을 담당하는 관원
- 윤슬: 막려 역 - 고귀인 아래서 온갖 심부름을 도맡아 하는 발 빠른 말단 궁녀
- 한동희: 민휘빈 역 - 세자빈, 원손의 어머니
- 미상: 조국영 역 - 내의원 어의, 과거 태인세자의 병증을 치료했던 의관, 당시 관련된 사람들 중 유일하게 생존하여 당상관의 자리에까지 오른 인물
- 김재범: 권오경 역 - 세자의 혈허궐을 치료했던 동궁전 의관, 황귀인과 모종의 관계로 얽혀있다. 본명 이익현, 폐비 윤씨의 소생 영원대군. 죽은 태인세자의 동생.
- 이화겸: 옥숙원 역 - 승은후궁, 호동군의 어머니
- 신수정: 김소의 역 - 간택후궁, 영민군의 어머니
- 송영아: 최숙의 역 - 간택후궁, 화평군의 어머니
- 이소희: 박씨 역 - 대비전 침방 나인 출신, 모든 후궁들 중 가장 막내.
- 서우진: 원손 역 - 세자와 민휘빈의 아들, 이호와 화령의 친손자. 대비의 증손자.
- 오예주: 윤청하 역 - 수광의 외동딸, 성남대군의 아내. 세자빈.
- 전혜원: 초월 역 - 무안대군의 정인.
- 권해효: 토지 선생/유상욱 역 - 움막촌에서 신종 역병을 치료하고 있는 의원, 과거 내의원 어의.
- 유연: 오상궁 역 - 중궁전 상궁.
- 김비비: 원손의 보모상궁 역
- 정애연: 윤행수 역 - 해월각 행수
- 미상: 태인세자 역 - 윤왕후의 아들, 익현의 형.
- 미상: 홍 내관 역 - 세자의 전담 내관
- 미상: 화공 역
- 안수빈
- 김승수: 박경우 역 - 과거 이호의 막역지우였으나 현재의 왕조에 대하여 불만을 가지고 있는 인물
- 태원석: 서함덕 역 - 해함스님으로 위장
- 미상: 문필 선생 역 - 조선 최고의 천문박사
- 정순원: 성남대군의 목숨을 위협한 도적패의 부두령 역
- 미상: 동자승 역
- 손경원: 우의정 역 - 고귀인의 숙부
- 백승현: 이조판서 역
- 안용준: 성균관 유생 역
- 홍재민: 호동군 역
- 박효주: 보모 상궁 역 - 세자(성남대군)와 빈궁(청하)의 합방을 담당한 상궁
- 미상: 이익현 역 - 영원대군
- 신동력: 송 어의 역 - 세자빈의 회임을 알린 어의

### 특별출연
- 정지훈: 저잣거리에서 청하와 마주친 사내 역
- 정규수: 무안대군의 관상을 봐 준 관상가 역

## 시청률
최저 시청률과 최고 시청률은 시청률 조사회사와 지역별로 시청률에 차이가 있을 수 있습니다.
| 시즌 | 시즌 | 에피소드 번호 | 에피소드 번호 | 에피소드 번호 | 에피소드 번호 | 에피소드 번호 | 에피소드 번호 | 에피소드 번호 | 에피소드 번호 | 에피소드 번호 | 에피소드 번호 | 에피소드 번호 | 에피소드 번호 | 에피소드 번호 | 에피소드 번호 | 에피소드 번호 | 에피소드 번호 | 평균 |
| 시즌 | 시즌 | 1             | 2             | 3             | 4             | 5             | 6             | 7             | 8             | 9             | 10            | 11            | 12            | 13            | 14            | 15            | 16            | 평균 |
| ---- | ---- | ------------- | ------------- | ------------- | ------------- | ------------- | ------------- | ------------- | ------------- | ------------- | ------------- | ------------- | ------------- | ------------- | ------------- | ------------- | ------------- | ---- |
|      | 1    | 1.846         | 2.039         | 1.682         | 2.286         | 1.750         | 2.690         | 2.104         | 2.873         | 2.426         | 3.015         | 2.599         | 3.247         | 2.935         | 3.389         | 3.047         | 4.049         | 미정 |

| 제1회  | 10월 15일 | 7.649%  | 8.668%  |
| 제2회  | 10월 16일 | 9.062%  | 10.259% |
| 제3회  | 10월 22일 | 6.980%  | 7.307%  |
| 제4회  | 10월 23일 | 9.471%  | 10.065% |
| 제5회  | 10월 29일 | 7.751%  | 8.334%  |
| 제6회  | 10월 30일 | 11.285% | 12.008% |
| 제7회  | 11월 5일  | 9.365%  | 9.590%  |
| 제8회  | 11월 6일  | 11.821% | 13.043% |
| 제9회  | 11월 12일 | 9.993%  | 11.015% |
| 제10회 | 11월 13일 | 12.296% | 13.391% |
| 제11회 | 11월 19일 | 10.842% | 11.548% |
| 제12회 | 11월 20일 | 13.415% | 14.201% |
| 제13회 | 11월 26일 | 12.851% | 14.012% |
| 제14회 | 11월 27일 | 14.100% | 14.786% |
| 제15회 | 12월 3일  | 13.353% | 14.562% |
| 제16회 | 12월 4일  | 16.852% | 18.159% |

## 같이 보기
- 대한민국의 텔레비전 드라마 목록 (ㅅ)
- 2022년 대한민국의 텔레비전 드라마 목록